# Uriah Hall
Uriah Alexander Hall, född 31 juli 1984 i Spanish Town, är en jamaicansk MMA-utövare som sedan 2013 tävlar i organisationen Ultimate Fighting Championship.